# Białe zęby
Białe Zęby (ang. White Teeth) – debiutancka powieść autorstwa brytyjskiej pisarki Zadie Smith wydana w 2000 roku. W Polsce opublikowana w 2002 roku przez wydawnictwo Znak w tłumaczeniu Zbigniewa Batko. 
Książka została nagrodzona wieloma nagrodami, m.in.: nagrodą James Tait Black Memorial, The Guardian First Book Award Whitbread Prize, Whitbread Book Awards w kategorii Pierwsza Powieść, Commonwealth Writers First Book Prize, Betty Trask Award.
Magazyn Time zaliczył powieść do 100 najlepszych anglojęzycznych powieści lat 1923-2005. W 2019 roku powieść zajęła 39. miejsce na liście tygodnika The Guardian 100 najlepszych książek XXI w. Zaś stacja BBC Arts w 2019 umieściła książkę na liście 100 powieści, które ukształtowały świat.
Jej nakład w Wielkiej Brytanii przekroczył milion egzemplarzy. 
W 2002 stacja Channel 4 wyemitowała miniserial telewizyjny, który powstał na podstawie książki. Serial wyreżyserował Julian Jarrold, w adaptacji Simona Burke, w rolach głównych wystąpili Om Puri, Phil Davis i Naomie Harris. 

## Zarys fabuły
Akcja książki toczy się w latach 1975–1999 (z wyjątkiem rozdziału 5, poświęconego wydarzeniom mającym miejsce pod koniec wojny). Bohaterami książki są trzy rodziny: Jonesów (Clara i Archie, Irie), Iqbali (Alsana i Samad, Millat, Magid) i Chalfenów (Marcus i Joyce, Joshua, Benjamin, Jack, Oscar). Alfred Archibald Jones i Samad Miah Iqbal są przyjaciółmi od czasów II wojny światowej. Mieszkają w dzielnicy Willesden w Londynie. Samad jest Bengalczykiem, który przyjechał do pracy w Anglii. Ma on żonę Alsanę Begum o wiele od niego młodszą i dwóch synów-bliźniaków: Millata i Magida. Millat jest słabym uczniem, jest bardzo agresywny i buntowniczy. Fascynują go filmy gangsterskie i sam postanawia zostać bandytą. Magid jest świetnym uczniem, jest dobrze wychowany i spokojny. Archie ma również o wiele lat młodszą żonę Jamajkę Clarę Bowden, z którą ma córkę Irie. Irie chodzi do jednej szkoły z Millatem i Josuhą Chalfenem. Irie zakochana jest w Millacie i dokłada wszelkich starań, aby go zdobyć. Chalfenowie są niesamowicie inteligentną rodziną: Marcus jest genetykiem, jego żona, Joyce, znaną botaniczką, a ich dzieci (4 synów) wykazują wielkie predyspozycje w przedmiotach ścisłych. Proponują dodatkowe zajęcia edukacyjne w ich domu dla Irie i Millata.   